# Vacina Hib
A vacina Hib (vacina contra a doença invasiva causada pela bactéria Haemophilus influenzae do serotipo B) é uma vacina usada na prevenção de infeções por Haemophilus influenzae do tipo B. Nos países em que a vacina foi incluída nos planos de vacinação, os casos de infeções graves de Hib diminuíram mais de 90%, tendo diminuído os casos de meningite, pneumonia e epiglotite.
A vacina é recomendada pela Organização Mundial de Saúde, devendo ser administradas duas ou três doses antes dos seis meses de idade. Recomenda-se que a primeira dose seja administrada por volta das seis semanas de idade com intervalos de quatro semanas entre as doses. Quando são usadas apenas duas doses, é recomendado que a segunda dose seja tomada numa idade mais avançada. A vacina é administrada por injeção intramuscular.
Os efeitos secundários graves são pouco comuns. Cerca de 20 a 25% das pessoas desenvolve dor no local da injeção e apenas 2% desenvolve febre. Não existe uma associação clara com reações alérgicas graves. A vacina Hib está disponível de forma isolada, em combinação com a vacina DTP e em combinação com a vacina contra hepatite B, entre outras. À data de 2017, todas as vacinas Hib dispníveis são vacinas conjugadas.
A primeira vacina Hib foi desenvolvida em 1977, tendo sido substituída por uma fórmula mais eficaz na década de 1990. Em 2013 fazia parte dos planos de vacinação de 18 países. A vacina faz parte da Lista de Medicamentos Essenciais da Organização Mundial de Saúde, que lista os medicamentos mais seguros e imprescindíveis para um sistema de saúde.